# BADR-1
BADR-1, vor dem Start auch als Arabsat-4A bezeichnet, war ein Fernsehsatellit der Arab Satellite Communications Organization (ARABSAT) mit Sitz in Riad. Er gehörte zur vierten Generation der ARABSAT-Satellitenflotte.
Der Satellit wurde am 28. Februar 2006 mit einer Trägerrakete vom Typ Proton-M vom Weltraumbahnhof Baikonur in Kasachstan ins All befördert. Durch eine Fehlfunktion der Oberstufe der Proton-Rakete erreichte BADR-1 jedoch nicht seine vorgesehene Umlaufbahn. Da der Satellit aufgrund dieses Fehlers seine Aufgaben nicht hätte erfüllen können, entschied die Arab Satellite Communications Organization, ihn in der Erdatmosphäre verglühen zu lassen. Am 24. März 2006 um 00:20 Uhr UTC wurde das Triebwerk des Satelliten gezündet, um ihn abzubremsen, woraufhin der Satellit gegen 02:07 Uhr UTC in die Erdatmosphäre eintauchte und verglühte.
Der von EADS Astrium gebaute BADR-1 wog beim Start 3.341 kg und war für eine Betriebszeit von 15 Jahren ausgelegt. Die Nutzlast stellte Alcatel Alenia bereit.
Neben der Übertragung von TV- und Rundfunkprogrammen sollten über BADR-1 auch Multimedia- und Internetdienste angeboten werden.

## Empfang
Der Empfang sollte in Nordafrika, dem Nahen Osten bzw. mittleren Osten, Europa und auf dem Balkan möglich sein. 
Die Übertragung sollte im Ku- und C-Band erfolgen.

## Explosion der Oberstufe
Die in einer elliptischen Umlaufbahn verbliebene Oberstufe Bris-M explodierte am 19. Februar 2007 und hinterließ eine Wolke von ca. 1000 Trümmerstücken.